# George Busk
George Busk (12 de agosto de 1807-10 de agosto de 1886) fue un cirujano naval, zoólogo y paleontólogo británico.

## Infancia y formación
Busk nació en San Petersburgo, Rusia. Era hijo del mercader Robert Busk y su mujer Jane. Robert Busk era a su vez el hijo de sir Wadsworth Busk, procurador general de la Isla de Man. Jane Busk era hija de John Westly, empleado de Casa de Aduanas en San Petersburgo.
George estudió en la Escuela Dr. Hartley de Yorkshire. Posteriormente, estudió cirugía en Londres, en los hospitales de St. Thomas y St. Bartholomew.

## Carrera naval
Busk fue nombrado ayudante-cirujano del Hospital de Greenwich en 1832. Sirvió como cirujano naval primero en el HMS Grampus y posteriormente en su sustituto, el HMS Dreadnought, en el que permaneció varios años. Este último, durante la época de Busk, era usado por la Seamen Hospital Society como barco hospital para exmiembros de la marina mercante, pescadores o sus familias. Durante este periodo, Busk hizo importantes observaciones sobre el cólera y el escorbuto, y descubrió el parásito Fasciolopsis buski.
Busk compaginó inicialmente la profesión médica y la ciencia. Ya en 1842, había colaborado con el Microscopical Journal y había sido elegido miembro de la Sociedad Real en 1850. Fundó igualmente la Sociedad de Historia Natural de Greenwich en 1852, sirviendo como su presidente hasta 1858. También editó el Quaterly Journal of Microscopical Science desde 1853. Sus trabajos propios incluyeron la catalogación de Polyzoa y otros especímenes reunidos en trayectos de la marina británica y depositados en instituciones como el Museo Británico.

## Carrera científica
En 1855, se retiró del servicio militar y de la práctica médica y se asentó en Londres, donde se dedicó al estudio de la zoología y la paleontología. De 1856 a 1859, fue profesor hunteriano de Fisiología y Anatomía Comparativas en la Universidad Real de Cirugía, siendo elegido rector de la universidad en 1871.
Busk era considerado la mayor autoridad en Polyzoa. Extendiendo sus trabajos previos, en 1856 realizó su primera clasificación científica.
Busk continuó siendo editor del Quaterly Journal of Microscopical Science (1853-1868), y del Natural History Review (1861-1865). Fue un miembro del famoso X Club, fundado por T. H. Huxley, que promovió la revitalización del mundo científico británico en el periodo 1865-1885. Busk y su mujer Ellen fueron amigos íntimos de Huxley. Busk también nominó a Charles Darwin para la Medalla Copley, el premio más prestigioso de la Sociedad Real, en 1864. Busk fue un activo miembro de la Sociedad Linneana y la Sociedad Geológica, además de presidente de la Sociedad Etnológica y del entonces Instituto Antropológico (1873-1874).
Busk viró su atención a los restos de vertebrados encontrados en cavernas y depósitos aluviales. En 1862, Busk se encontraba otra vez en Gibraltar. Fue responsable de traer a Inglaterra el cráneo de Gibraltar (el segundo fósil de neandertal encontrado y el primero de un adulto), encontrado en dicha localidad en 1848. Busk publicó la descripción del cráneo, notando la similitud con las descripciones de fósiles neandertales. La identificación del cráneo como un neandertal no fue, sin embargo, hecha hasta el siglo XX.
Fue galardonado con la medalla Real de la Sociedad Real en 1871 y las medallas Wollaston (1885) y Lyell (1878) de la Sociedad Geológica.

## Vida personal y muerte
El 12 de agosto de 1843, George Busk se casó con su prima Ellen Busk. Juntos tuvieron dos hijas.
Murió en Londres el 10 de agosto de 1886, siendo enterrado en el cementerio de Kensal Green, Londres, en la sección del norte del círculo central.